# Transporteur TRAP
Les transporteurs TRAP (de l'anglais Tripartite ATP-independent periplasmic transporters, littéralement « transporteurs périplasmiques tripartites indépendants de l'ATP ») sont une grande famille de transporteurs présents chez les bactéries et les archées mais pas chez les eucaryotes et qui semblent spécialisés dans l'absorption d'acides organiques ou de molécules apparentées contenant un groupe carboxylate –COO– ou sulfonate –SO3–. Ils ont la particularité d'utiliser une protéine de liaison au substrat (SBP, ou Substrate-Binding Protein) en combinaison avec un transporteur secondaire.
La plupart des substrats des transporteurs TRAP sont des acides organiques. Il s'agit par exemple de dicarboxylates en C4 tels que le succinate, le malate et le fumarate, des cétoacides tels que le pyruvate et l'α-cétobutyrate, et d'un ose acide de la famille des acides sialiques comme l'acide N-acétyl neuraminique. On trouve également d'autres substances, comme l'ectoïne et l'hydroxyectoïne, des osmoprotecteurs, et le pyroglutamate.

## Structure et fonctionnement
Tous les transporteurs TRAP connus contiennent trois domaines protéiques. Il s'agit de la protéine de liaison au soluté (SBP), du petit domaine membranaire et du grand domaine membranaire. À la suite de la nomenclature du premier transporteur TRAP caractérisé, le transporteur DctPQM, ces sous-unités sont généralement désignées respectivement par P, Q et M. Environ 10 % des transporteurs TRAP présentent des fusions naturelles entre les deux composants protéiques membranaires ; le gène fusionné a été appelé siaQM dans le cas du transporteur TRAP spécifique de l'acide sialique de Haemophilus influenzae, qui a été particulièrement étudié. La grande sous-unité M devrait avoir 12 hélices transmembranaires tandis que la petite sous-unité Q devrait en avoir 4, les protéines QM fusionnées devant en avoir vraisemblablement 17.
Les transporteurs TRAP partagent certaines similitudes avec les transporteurs ABC en ce que le substrat du transporteur est initialement reconnu en dehors de la membrane plasmique, en l'occurrence par la protéine de liaison au soluté (SBP) dans le cas des transporteurs TRAP. Chez les bactéries à Gram négatif, la SBP est généralement libre dans le périplasme et exprimée abondamment par rapport aux domaines membranaires. Chez les bactéries à Gram positif et les archées, la SBP est liée à la membrane plasmique. Dans les deux cas, la SBP se lie au substrat, généralement avec une faible affinité, ce qui provoque un changement conformationnel important dans la protéine, semblable au mouvement de fermeture d'une dionée attrape-mouche. Le substrat piégé dans le périplasme est ensuite acheminé vers les domaines membranaires du transporteur, qui utilisent le gradient électrochimique pour ouvrir la SBP, en extraire le substrat et propulser ce dernier vers le cytosol à travers la membrane plasmique. Dans le cas du transporteur TRAP SiaPQM, qui a été étudié sous une forme in vitro entièrement reconstituée, l'absorption utilise un gradient d'ions sodium Na+ et non un gradient de protons H+. Ce transporteur présente également la caractéristique, unique pour un transporteur secondaire, de ne pouvoir catalyser un transport bidirectionnel, car la SBP impose que le mouvement du substrat se déroule uniquement dans le sens de l'absorption vers la cellule.